# Кросцина-Мала
Кросцина-Мала (пол. Krościna Mała) — село в Польщі, у гміні Прушиці Тшебницького повіту Нижньосілезького воєводства.
Населення — 298 осіб (2011).
У 1975-1998 роках село належало до Вроцлавського воєводства.

## Демографія
Демографічна структура станом на 31 березня 2011 року:
|          | Загалом | Допрацездатний вік | Працездатний вік | Постпрацездатний вік |
| -------- | ------- | ------------------ | ---------------- | -------------------- |
| Чоловіки | 147     | 20                 | 116              | 11                   |
| Жінки    | 151     | 31                 | 100              | 20                   |
| Разом    | 298     | 51                 | 216              | 31                   |